# R. Timothy Ziemer
R. Timothy Ziemer (né en 1946 ou 1947) est un militaire américain. Il a servi dans l'United States Navy dès la guerre du Viêt Nam (terminée en 1975) jusqu'à la guerre du Golfe (1990-1991). Après avoir pris sa retraite de l'armée, il a été nommé à la tête du President's Malaria Initiative, poste qu'il occupe de 2006 à 2017. Ensuite, il a été nommé au Conseil de sécurité nationale des États-Unis.

## Biographie
R. Timothy Ziemer naît en 1946 ou en 1947.
Pendant la guerre du Viêt Nam, il pilote des hélicoptères pour l'United States Navy. Plus tard, en 1990-1991, il commande des unités d'infanterie et des unités aériennes lors de la guerre du Golfe. Toujours dans l'United States Navy, il termine sa carrière comme Rear admiral de la Navy Region Mid-Atlantic (en) (une région maritime patrouillée par l'United States Navy).
À sa retraite de l'US Navy, où il a complété 30 ans de service, il devient un expert dans les services d'urgence et de réponse aux menaces sanitaires lors de grands désastres (global disaster). De 2006 à 2017, il dirige le President's Malaria Initiative. Il est ensuite nommé au Conseil de sécurité nationale des États-Unis en tant que directeur chargé de la sécurité de la santé globale et des menaces biologiques. Il sert jusqu'au 8 mai 2018 lorsque l'administration Trump abolit le poste.
En 2020, il est administrateur du Bureau for Democracy, Conflict, and Humanitarian Assistance de l'Agence des États-Unis pour le développement international (USAID),.